# 7月22日 (旧暦)
旧暦7月22日は旧暦7月の22日目である。六曜は仏滅である。

## できごと
- 天武天皇元年（ユリウス暦672年8月20日） - 壬申の乱・瀬田川の戦い。大海人皇子の軍と弘文天皇（大友皇子）の近江朝廷軍が瀬田川で戦闘。翌日弘文天皇が自害
- 天養元年（ユリウス暦1144年8月22日） - 藤原通憲が出家して信西と号す。「黒衣の宰相」として権威をふるうことに
- 久安元年（ユリウス暦1145年8月25日） - 彗星の出現により天養から久安に改元
- 建仁2年（ユリウス暦1202年8月11日） - 源頼家が征夷大将軍に任ぜられる
- 天文18年（ユリウス暦1549年8月15日） - イエズス会の宣教師フランシスコ・ザビエルが鹿児島に上陸。日本にキリスト教が伝来
- 寛政2年（グレゴリオ暦1790年9月1日） - 浦上一番崩れ。肥前国浦上村の村民19人がキリシタンとして初めて検挙

## 誕生日
- 慶安4年（グレゴリオ暦1651年9月6日） - 青山忠雄、第2代浜松藩主（+ 1685年）

## 忌日
- 正平12年/延文2年(閏)（ユリウス暦1357年9月6日） - 西園寺寧子、後伏見天皇の女御（* 1292年）
- 応永16年（ユリウス暦1409年9月1日） - 足利満兼、第3代鎌倉公方（* 1378年）
- 天正20年（グレゴリオ暦1592年8月29日） - 大政所、豊臣秀吉の母（* 1513年）